# Tata Institute of Fundamental Research
O Tata Institute of Fundamental Research (TIFR) é um instituto de pesquisa indiano subordinado ao Departamento de Energia Atômica do Governo da Índia. É uma das deemed universities indianas, localizada em Navy Nagar, Colaba, em Bombaim. Também possui campus em Bangalore, International Centre for Theoretical Sciences (ICTS) e um campus afiliado em Serilingampalle, perto de Haiderabade. O TIFR realiza pesquisas principalmente nas ciências naturais, nas ciências biológicas e na ciência da computação teórica.

## História
Em 1944, Homi J. Bhabha, conhecido pelo seu papel no desenvolvimento do programa indiano de energia atómica, escreveu ao Sir Dorabji Tata Trust solicitando assistência financeira para criar um instituto de investigação científica. Com o apoio de J.R.D. Tata, então presidente do Grupo Tata, o TIFR foi fundado em 1 de junho de 1945, e Homi Bhabha foi nomeado seu primeiro diretor. O instituto funcionou inicialmente no campus do Instituto Indiano de Ciências, Bangalore, antes de se mudar para Bombaim no final daquele ano. O novo campus do TIFR em Colaba foi projetado pelo arquiteto Helmuth Bartsch, de Chicago, e inaugurado pelo primeiro-ministro Jawaharlal Nehru em 15 de janeiro de 1962.
Pouco depois da independência da Índia, em 1949, o Council of Scientific and Industrial Research (CSIR) designou o TIFR para ser o centro de todos os projetos de grande escala em pesquisa nuclear. O primeiro grupo de física teórica foi criado pelos alunos de Bhabha, B.M. Udgaonkar e K.S. Singhvi. Em dezembro de 1950, Bhabha organizou uma conferência internacional no TIFR sobre física de partículas elementares. Vários cientistas de renome mundial participaram na conferência, incluindo Rudolf Peierls, Léon Rosenfeld, William Fowler, bem como Meghnad Saha, Vikram Sarabhai e outros que forneceram conhecimentos especializados da Índia. Na década de 1950, o TIFR ganhou destaque no campo da física dos raios cósmicos, com a instalação de centros de pesquisa em Ooty e nas minas de ouro de Kolar.
Em 1957, o primeiro computador digital da Índia, o TIFRAC, foi construído no TIFR. Seguindo as sugestões do fisiologista britânico Archibald Hill, Bhabha convidou Obaid Siddiqi para criar um grupo de pesquisa em biologia molecular. Isso resultou no estabelecimento do National Centre for Biological Sciences (NCBS), em Bangalore, vinte anos depois. Em 1970, o TIFR iniciou pesquisas em radioastronomia com a instalação do Ooty Radio Telescope. Encorajado pelo sucesso do ORT, Govind Swarup convenceu J. R. D. Tata a ajudar a montar o Giant Metrewave Radio Telescope perto de Pune, na Índia.
O TIFR alcançou o status oficial de deemed university em junho de 2002. Para atender à demanda cada vez maior de espaço necessário para laboratórios de pesquisa e alojamento, o instituto está criando um novo campus em Hyderabad.

## Pesquisa
A pesquisa no TIFR está distribuída por três escolas, atuando nas ciências matemáticas, ciências naturais, tecnologia e ciências da computação.

### Escola de Matemática
Desde o seu nascimento na década de 1950, várias contribuições para a matemática vieram da Escola de Matemática TIFR. Contribuições notáveis de matemáticos do TIFR incluem a prova de Raghavan Narasimhan da incorporação de superfícies abertas de Riemann em {\displaystyle \mathbb {C} ^{3}}, o trabalho de CS Seshadri em módulos projetivos sobre anéis polinomiais e os resultados de MS Narasimhan na teoria dos operadores pseudo diferenciais.
Narasimhan e Seshadri escreveram um artigo seminal sobre fibrados vetoriais estáveis, trabalho que foi reconhecido como um dos artigos mais influentes na área. M. S. Raghunathan iniciou pesquisas no TIFR sobre grupos algébricos e discretos e foi reconhecido por seu trabalho sobre rigidez.

### Escola de Ciências Naturais
A Escola de Ciências Naturais está dividida em sete departamentos que atuam em diversas áreas da física, química e biologia.
Dentro da física, o Departamento de Física Teórica (DTP) foi criado por Bhabha, que conduziu pesquisas em física de altas energias e Física da Matéria Condensada. O departamento trabalhou nos principais avanços deste período, como a teoria quântica de campos, a teoria das cordas e a supercondutividade. O corpo docente atual inclui Sandip Trivedi, Shiraz Minwalla, Abhijit Gadde e Gautam Mandal. Vários dos primeiros membros do corpo docente da instituição eram renomados em suas áreas. Estes incluem Ashoke Sen, que conduziu um trabalho seminal sobre Teoria das Cordas, especificamente S-Dualidade, enquanto esteve nesta instituição. Outros membros ilustres foram Spenta Wadia, Sunil Mukhi, Deepak Dhar e Nandini Trivedi.
O Departamento de Astrofísica atua em áreas como binários estelares, ondas gravitacionais e cosmologia. O TIFR está envolvido na construção do primeiro detector de ondas gravitacionais da Índia. O Departamento de Física de Altas Energias, TIFR, esteve envolvido em grandes projetos de aceleradores como o KEK, Tevatron, LEP e o LHC. O TIFR também opera a instalação do acelerador de partículas Pelletron. A motivação de Bhabha resultou no desenvolvimento de um espectrômetro de RMN para estudos de estado sólido. O Departamento de Física da Matéria Condensada e Ciências dos Materiais também conduz pesquisas experimentais em supercondutividade de alta temperatura, nanoeletrônica e nanofotônica.

### Escola de Tecnologia e Ciência da Computação
A Escola de Tecnologia e Ciência da Computação surgiu das primeiras atividades realizadas no TIFR para a construção de computadores digitais. Hoje, suas atividades abrangem áreas como Algoritmos, Teoria da Complexidade, Método Formal, Probabilidade Aplicada, Teoria da Aprendizagem, Finanças Matemáticas, Teoria da Informação, Comunicações, etc.

### Departamento de Ciências Biológicas
O Departamento de Ciências Biológicas foi criado por Obaid Siddiqi no início dos anos 1960 como um grupo de biologia molecular. Ao longo dos anos expandiu-se para abranger vários outros ramos da biologia moderna. O departamento possui quatorze laboratórios que cobrem vários aspectos da biologia molecular e celular moderna.